# Гавејн
Гавејн (енгл. Gawain), такође познат као Гавен, лик је из артуријанских легенди, у којима је описан као сестрић краља Артура и један од најистакнутијих Витезова Округлог стола. Прототип Гавејна се помиње под именом Гвалхмеј у најранијим велшким изворима. Након тога се појављује у многим артуријанским причама на велшком, латинском, француском, енглеском, шкотском, холандском, немачком, шпанском и италијанском језику, нарочито као протагониста средњеенглеске поеме Сер Гавејн и Зелени витез.
У артуријанским витешким романсама, Гавејн је обично приказан као најближи пратилац краља Артура и саставни део елитног Округлог стола. У најпознатијим верзијама легенде, он је син Артурове сестре Моргаузе и краља Лота од Оркнија и Лотијана. Његова млађа браћа (или полубраћа) су Агравејн, Гахерис, Гарет и озлоглашени Мордред. Међутим, његови породични односи и васпитање различито су представљени у разним изворима, иако често укључују причу о томе како је Гавејн одрастао у хранитељској породици у Риму, несвестан свог порекла, пре него што се вратио у Британију и срећно се поново сусрео са својим биолошким рођацима. Имао је много деце са бројним женама и љубавницама, укључујући и „Прелепог Незнанца” Гингалена, који је и сам био популаран јунак артуријанске књижевности.
У раним велшким текстовима, Гавејн је приказан као страховит, али учтив и самилостан ратник, крајње одан свом краљу и породици. Познат је као пријатељ младих витезова, заштитник сиромашних и несрећних, и као „Витез-заштитник девојака”, спасилац жена – у више варијанти мотива „девојачког замка”. Други запажени мотиви који се често понављају укључују његове исцелитељске вештине, посебне мачеве међу којима се понекад наводи и чувени Калибурн (Екскалибур), као и његов моћни ратни коњ по имену Гринголет. У каснијим верзијама легенде, Гавејн поседује натприродну снагу повезану са сменом дана и ноћи, што уз његове већ изузетне борбене вештине, чини да буде непобедив мачем у подне, када је сунце на врхунцу.
Међутим, сјајни приказ Гавејна бива умањен у Вулгатском циклусу, који више истиче Ланселота и, посебно, Галахада. Његов лик постаје знатно мање племенит у Поствулгатском циклусу, а чак и отворено злобан у Прозном Тристану, што доводи до противречних приказа у делу Смрт Артурова. Док је првобитно био познат по својој побожности, овде постаје симбол световног витештва и главни предмет критике аутора француских прозних циклуса. Два важна заплета осветљавају преобликовани карактер Гавејна: његово вођство у породичној крвној освети против клана краља Пелинора и његово некадашње блиско пријатељство са другим великим витезом, сер Ланселотом, које прелази у жестоко ривалство када Гавејн затражи освету за смрт своје браће. У овој традицији, приказаној у Смрти Артуровој, Гавејнова грешна природа и неумољиви карактер невољно доводе до пада Артура и Округлог стола, као и до његове сопствене смрти од Ланселотове руке.